# 평창운수
평창운수(平昌運輸)는 강원특별자치도 평창군의 농어촌버스 회사이고 본사는 강원특별자치도 평창군 용평면 금송길 6에 있다.

## 연혁
- 1985년 12월 17일 : 당시 DB그룹 산하 평창군내버스 자회사로 강원여객에서 평창영업소를 분사시켜 설립하였다.
- 2000년 : 당시 방계회사인 강원여객과 함께 DB그룹 자회사에서 계열분리되었다.

## 보유 차량
- 자일대우 NEW BS090
- 현대 그린시티
- 스카이웰 HU-SKY